# Battle Ground (Indiana)
Battle Ground é uma cidade  localizada no estado americano de Indiana, no Condado de Tippecanoe.

## Demografia
Segundo o censo americano de 2000, a sua população era de 1 323 habitantes. Em 2006, foi estimada uma população de 1 368, um aumento de 45 (3,4%).

## Geografia
De acordo com o United States Census Bureau tem uma área de 3,0 km², dos quais 3,0 km² cobertos por terra e 0,0 km² cobertos por água.

## Localidades na vizinhança
O diagrama seguinte representa as localidades num raio de 20 km ao redor de Battle Ground. 